# Mão Morta
Mão Morta ist eine portugiesische Band, die sich 1984 in Braga gründete, und seither stilprägend für die Underground-Musikszene des Landes wurde.

## Geschichte

### Anfänge
1984 sah Joaquim Pinto in Berlin ein Konzert der Swans. Beeindruckt von der Darbietung, unterhielt er sich nach dem Konzert mit dem Bassisten der Band, der ihm zum Bassspiel riet. Zurück in Braga, gründete er die Band, die im Januar 1985 in Porto ihr erstes Konzert gab, bei dem Dias des Künstlers Fernando Almeida (Nandão) gezeigt wurden. Den Bandnamen Mão Morta ("Tote Hand") entlehnten sie einer makabren portugiesischen Legende.
Nach verschiedenen Teilnahmen bei den Wettbewerben im Lissabonner Rock Rendez-Vous (RRV) erregten sie zunehmend die Aufmerksamkeit der Musikpresse. So bezeichnete sie der Journalist Fernando Sobral in der Zeitung Diário de Notícias (DN) bereits 1985 als die "momentan unbestreitbar beste Band des Landes" ("indiscutivelmente a melhor banda portuguesa do momento", dritte DN-Wochenendbeilage, Januar 1985). Besonders der Gesang und das Auftreten des Sängers Adolfo Morais de Macedo, der sich den Künstlernamen Adolfo Luxúria Canibal (dt.: "Adolf Wollust Kannibale") gab, sorgten für Aufsehen. Die damals einflussreichste Musikzeitung des Landes, Blitz, beschrieb 1986 seine Stimme als "tiefer Schlund, aus dem die Galle stoßweise heraus schlägt, mit Worten, die die Zuschauer erregen und irritieren, und Geschichten von Sex, Verbrechen und Unterdrückung erzählen" («Uma garganta funda que liberta bílis às golfadas, que espanca os espectadores com as palavras, que os excita e irrita, que conta histórias de sexo, de crime e de repressão», António Pires in Blitz 110, 9. Dezember 1986). Seither wird Canibal immer wieder, bis heute, als Gastsänger zu den verschiedensten Projekten unterschiedlichster Künstler eingeladen.

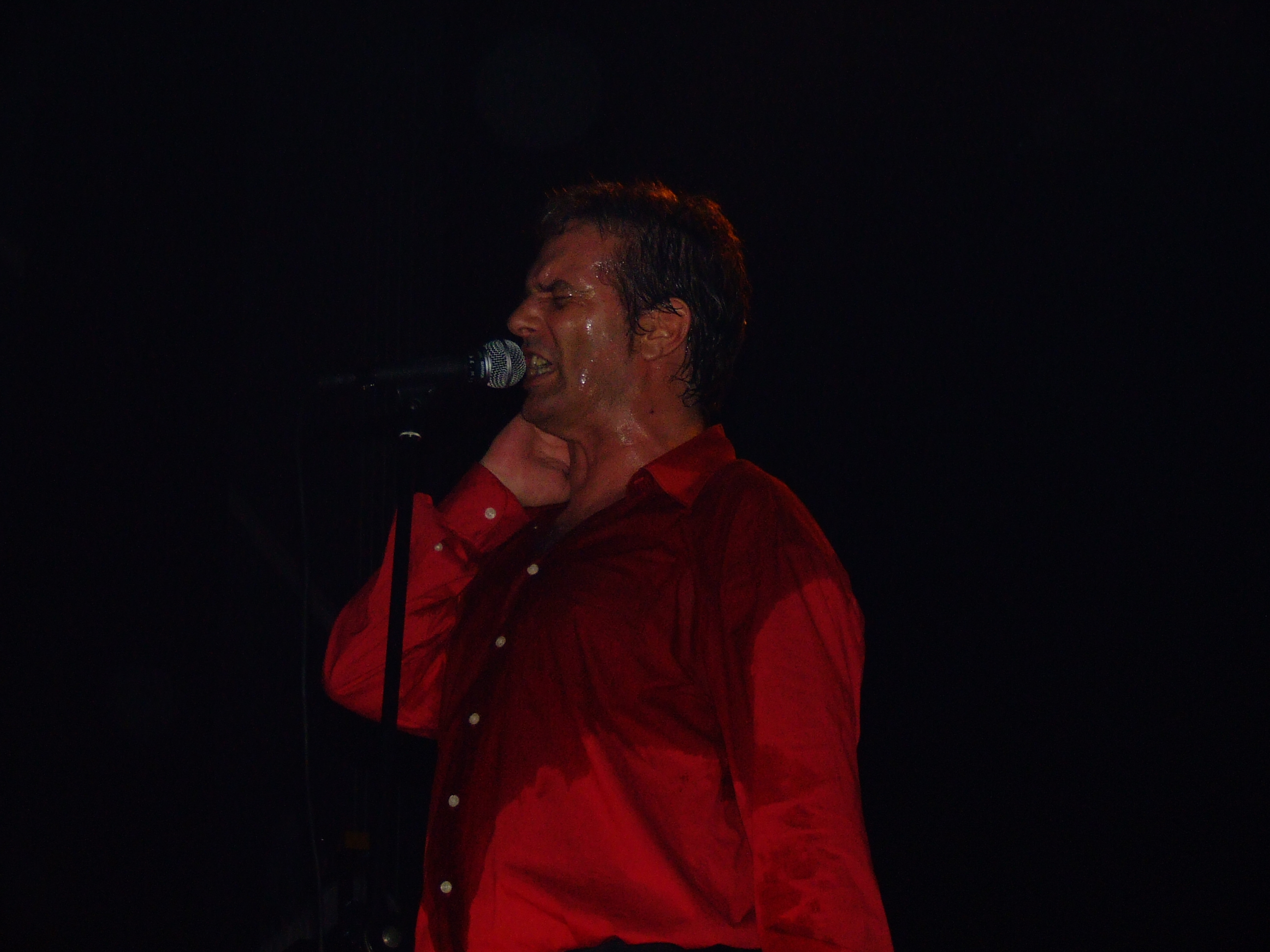
Mão Morta 2009

### Erfolge
Nach einer Demokassette 1987 erschien 1988 ihre erste Mini-LP auf dem Independent-Label Ama Romanta. Am 29. Oktober stellten sie es live vor, bei ihrem Konzert als Vorgruppe für Wire, und Nick Cave zeigte sich beeindruckt von ihnen, als sie am 16. und 17. Dezember 1988 in Lissabon und Porto Vorgruppe für Nick Cave and the Bad Seeds waren. Sie spielten nun regelmäßig im ganzen Land und galten als neuartig und unberechenbar. So stach sich Canibal bei einem Konzert am 2. Juni 1989 im RRV mit einem Messer ins Bein. In der Nummer 250 der Musikzeitung Blitz, vom 15. August 1989, sagte er, die Band habe Probleme, da sie jedes Wochenende Konzerte gebe, und er überlege, die Band zum Jahresende zu verlassen («Estou farto da música. Estou a pensar sair dos Mão Morta em Novembro ou Dezembro (...) Estou farto de tocar ao vivo. É uma das razões porque os Mão Morta têm problemas. Tocamos todos os fins-de-semana e não gosto.», Adolfo Luxúria Canibal in Blitz 250, 15. August 1989).
Nach seinem Abschiedskonzert am 6. Januar 1990 im RRV verließ Gründungsmitglied Joaquim Pinto die Band, und José Pedro Moura kam für ihn herein. Sein erstes Konzert war der Auftritt der Band mit den Young Gods, bei dem auch der Keyboarder António Rafael seinen Einstand gab. Die Band hatte ihre erste Krise überwunden, und sie veröffentlichte ihr erstes volles Album, Corações Felpudos ("Samtige Herzen").
Ihr drittes Album, O.D., Rainha do Rock & Crawl (dt. etwa: "O.D., Königin des Rock & Kriech") erschien im Juni 1991 bei Área Total, einem neuen Label aus Guarda, während es in Deutschland Anfang 1992 bei Big Noise erschien, und in verschiedenen europäischen Ländern über die Firma Semaphore vertrieben wurde. Im April des Jahres spielten sie mit The Jesus and Mary Chain und nahmen zum Ende des Jahres ihr viertes Album auf, Mutantes S.21, auf dem sie mit jedem Lied eine andere europäische Stadt thematisieren. Das Album erschien im Dezember 1992, und vor allem das für die Band ungewöhnlich eingängige, dem Rock ’n’ Roll gewidmete Budapeste fand weite Verbreitung. Der häufig gezeigte Videoclip und das im Radio zahlreich gespielte Lied sorgten für eine deutlich gestiegene Bekanntheit der Band, und das Album erreichte den 28. Platz der portugiesischen Verkaufscharts.
In den Folgejahren erfuhren sie weiter zunehmende Aufmerksamkeit, sowohl von der Musikpresse des Landes, als auch des portugiesischen Publikums. Sie beteiligten sich 1994 an den Tribut-Projekten für António Variações und José Afonso und veröffentlichten ihr erstes Album für die BMG (heute Sony BMG), Vénus em Chamas ("Venus in Flammen").
1995 verließ Gitarrist Carlos Fortes die Band, und wurde durch Vasco Vaz ersetzt, der zuvor in der Heavy-Metal-Band Braindead gespielt hatte. Bei der traditionellen Semester-Abschlussfeier Queima das Fitas spielten sie 1995 in Coimbra mit The Fall, bevor sie zu ihrem zehnten Bühnenjubiläum alte, teils unveröffentlichte Lieder neu aufnahmen, und 1996 als Mão Morta Revisitada veröffentlichten. Neben zahlreichen Konzerten in dem Jahr erhielten sie vom Centro Cultural de Belém durch den Intendanten Jorge Silva Melo die Einladung, Gedichte von Heiner Müller zu einem Stück zu bearbeiten, anlässlich der Weltpremiere von Germania 3 des verstorbenen Dramaturgs. Die Musik des so entstandenen Stückes Müller no Hotel Hessischer Hof ("Müller im Hotel Hessischer Hof") erschien 1997 auch als Album der Band und erreichte den 20. Platz der portugiesischen Charts.
Sie begannen im Anschluss mit der Arbeit an einem bereits länger geplanten Werk, ihrem achten Album. Há Já Muito Tempo que Nesta Latrina o Ar se Tornou Irrespirável (dt. etwa: „Schon seit langem ist die Luft in dieser Latrine unerträglich geworden“) bezog seine Inspiration von der Situationistischen Internationalen, insbesondere waren Guy Debord und Raoul Vaneigem Bezugspunkte. Das Album erschien 1999. Am 8. Mai des Jahres teilten sie die Bühne bei der Queima das Fitas mit dEUS und Gene Loves Jezebel, und am 30. des Monats spielte das Radio der Universität Minho 24 Stunden lang nur Musik von Mão Morta. Im gleichen Jahr beteiligten sie sich an dem Tribut-Projekt zum 20-jährigen Jubiläum der Band Xutos & Pontapés, und ein Jahr später am Tribut für Rui Veloso.

### Umbruch

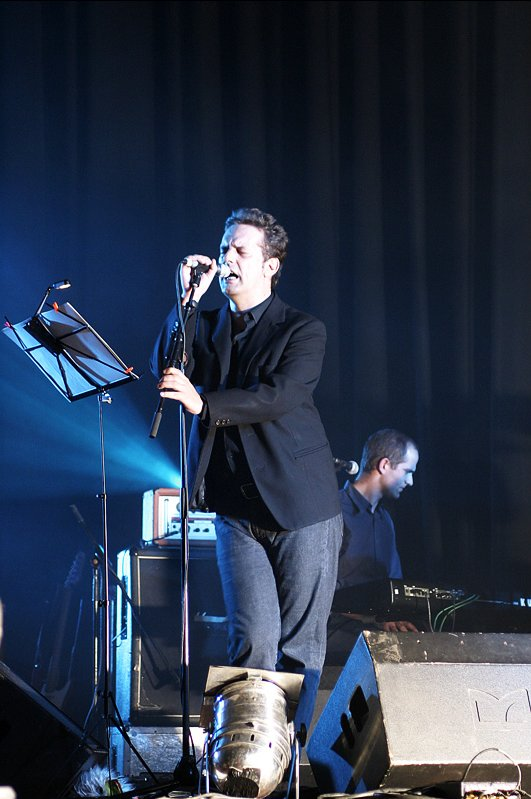
Sänger Adolfo Luxúria Canibal und Mão Morta 2005

Etwa mit ihrem neunten Album, dem im März 2001 veröffentlichten Primavera de Destroços ("Frühling der Trümmer"), begann eine Phase, in der die Band sich in einem gewissen Rahmen den Status eines Außenseiters bewahrte und das Interesse seines Publikums und der Kritik ungebrochen fand, jedoch zusätzlich den Status als etablierter Name sowohl des Kulturbetriebs, als auch des Musikgeschäfts des Landes gewann. Die Band erhielt eine Reihe Auszeichnungen, etwa den Großen Preis der Musikzeitung Blitz, neben Namen wie José Mário Branco oder Sérgio Godinho. 2002 erhielt der Videoclip des Regisseurs Tiago Guedes zum Lied Cão da Morte auf dem Filmfestival Fantasporto den Publikumspreis für den besten Clip. Die Bühne teilten sie sich 2002 weiter mit Bands außerhalb des etablierten Kulturbetriebs, wie etwa Marilyn Manson, Napalm Death oder den Sneaker Pimps.
2004 listete die Zeitung Expresso den Sänger Canibal, der inzwischen als Jurist im Justizministerium arbeitete, unter den 50 einflussreichsten Persönlichkeiten im Kulturbetrieb Portugals auf. Neben verschiedenen Live-Alben erschien 2004 das neue Studio-Album Nus. Im Herbst folgten eine Reihe Konzerte in Bars und Clubs, nach einigen großen Festivals im Sommer. 2005 absolvierte die Band eine Tour durch Galicien.
In den folgenden Jahren trat die Band zwar weiterhin auf, jedoch nicht mehr so häufig, wie zuvor. Ihr Sänger wurde gelegentlich von anderen Bands zu Auftritten oder Studioaufnahmen eingeladen, als Gast bei einzelnen Liedern. Auch mit Lesungen machte er von sich reden, etwa mit einer Lesereise eigener Texte, musikalisch untermalt zusammen mit seinem Bandkollegen António Rafael.
2007 waren Mão Morta die Headliner auf dem Festival von Paredes de Coura, bei dem Sänger Canibal am Ende des Konzertes die Auflösung der Band bekannt gab. Es stellte sich als Spielerei des Sängers heraus, und im gleichen Jahr erschien ein Mão Morta-Tribut-Projekt portugiesischer Underground-Bands, auf dem portugiesischen Independent-Label Raging Planet. Sie selbst traten nun live mit einem Theaterstück auf, den selbst inszenierten Gesängen des Maldoror, des Comte de Lautréamont. Die Aufführung in Braga wurde von der Band als DVD und als Doppel-CD veröffentlicht.
Nach etwas zurückgegangenen Aktivitäten der Band erreichte das 2010 erschienene Album Pesadelo Em Peluche auf Anhieb den dritten Platz der portugiesischen Hitparaden, nachdem sie kurz zuvor mit einer Zusammenstellung ihrer Frühphase in die Charts gekommen waren. Auch die meisten ihrer früheren Veröffentlichungen waren inzwischen mehrmals in verschiedenen Formaten wiederveröffentlicht worden, als CD und Vinyl, überwiegend bei Independent-Labeln.
2010 wurde die Band von der Sociedade Portuguesa de Autores (SPA) für ihre Verdienste um die portugiesische Musik ausgezeichnet. Neben einer landesweiten Tour 2011, die der Band eine Reihe ausverkaufte Säle bot, arbeiteten sie seit Jahresbeginn in der Stadt Guimarães, der Kulturhauptstadt Europas 2012, mit der lokalen Bevölkerung an einem Stück, das sie zum Ende 2012 gemeinsam aufführten.
Auf ihrem 2014 erschienenen Album Pelo Meu Relógio São Horas de Matar (dt.:„Nach meiner Uhr ist es Zeit zu morden“) zeigten sich die Texte Canibals besonders zynisch und weiterhin gewalttätig und poetisch. Zudem spiegelte sich die schwere Wirtschaftskrise in Folge der Finanzkrise ab 2007, unter deren anhaltend harten Sparmaßnahmen die Bevölkerung Portugals zunehmend leidet, im Album wider. So wird in Histórias da Cidade die Nelkenrevolution von 1974 beschworen, in Pássaros a Esvoaçar werden kapitalismuskritische Verse gesungen, und der Text von Os Ossos de Marcelo Caetano besteht nur aus einem Satz, der von der Rückkehr der Knochen des Salazar-Nachfolgers Marcelo Caetano in den Parlamentssitz im Palácio de São Bento berichtet. Das Album stieg auf Platz vier der portugiesischen Verkaufscharts ein.

## Diskografie
| Jahr | Titel                               | Höchstplatzierung, Gesamtwochen, AuszeichnungChartsChartplatzierungen (Jahr, Titel, Platzierungen, Wochen, Auszeichnungen, Anmerkungen) | Anmerkungen        |
| Jahr | Titel                               | PT | Anmerkungen        |
| ---- | ----------------------------------- | --- | ------------------ |
| 2009 | 1988-1992                           | PT23 (1 Wo.)PT | 4-CD-Box           |
| 2010 | Pesadelo em peluche                 | PT3 (4 Wo.)PT |                    |
| 2014 | Pelo meu relógio são horas de matar | PT4 (3 Wo.)PT |                    |
| 2017 | Ao vivo no Theatro Circo            | PT7 (5 Wo.)PT | mit Remix Ensemble |
| 2019 | No fim era o frio                   | PT2 (9 Wo.)PT |                    |

Weitere Alben
- 1988: Mão Morta
- 1990: Corações Felpudos
- 1991: O.D., Rainha do Rock & Crawl
- 1992: Mutantes S.21
- 1994: Vénus em Chamas
- 1995: Mão Morta Revisitada
- 1997: Müller no Hotel Hessischer Hof (auch DVD)
- 1999: Há Já Muito Tempo que Nesta Latrina o Ar se Tornou Irrespirável
- 2001: Primavera de Destroços
- 2001: Primavera de Destroços + Ao Vivo na Aula Magna (Doppel-Album)
- 2003: Carícias Malícias
- 2004: Nus
- 2008: Maldoror (Doppel-Album, auch DVD)
- 2009: Rituais Transfigurados (CD+DVD)
- 2011: Bandas Míticas (Zusammenstellung der Zeitung Correio da Manhã)